# Alberto Fernández Fernández
Alberto Fernández Fernández (Candás, Asturias, España, 19 de noviembre de 1943) es un exfutbolista español que jugaba de centrocampista. Militó durante una década en Primera División con el Club Atlético de Madrid, con quien ganó una Copa Intercontinental, tres campeonatos de Liga y dos Copas del Generalísimo.

## Trayectoria
Alberto inició su carrera como futbolista en el Real Sporting de Gijón, club al que llegó en 1961, con dieciocho años de edad, y en el que militó durante siete temporadas. En 1968 fichó por el Real Valladolid C. F. y, un año después, tras ocho temporadas en Segunda División, el Club Atlético de Madrid se hizo con sus servicios y debutó en Primera en la campaña 1969-70.
Con el Atlético de Madrid jugó un total de 361 partidos —280 en Liga, 45 en Copa y 36 en competición europea—, en los que marcó quince goles. Tras su retirada, el club le brindó un partido homenaje el día 29 de agosto de 1979 enfrentándose en el estadio Vicente Calderón al Flamengo brasileño.

## Clubes
| Club                    | País   | Año       |
| ----------------------- | ------ | --------- |
| Real Sporting de Gijón  | España | 1961-1968 |
| Real Valladolid C. F.   | España | 1968-1969 |
| Club Atlético de Madrid | España | 1969-1979 |

## Palmarés

### Campeonatos nacionales
| Título                | Club                    | País   | Año  |
| --------------------- | ----------------------- | ------ | ---- |
| Liga española         | Club Atlético de Madrid | España | 1970 |
| Copa del Generalísimo | Club Atlético de Madrid | España | 1972 |
| Liga española         | Club Atlético de Madrid | España | 1973 |
| Copa del Generalísimo | Club Atlético de Madrid | España | 1976 |
| Liga española         | Club Atlético de Madrid | España | 1977 |

### Copas internacionales
| Título                | Club                    | País                                   | Año  |
| --------------------- | ----------------------- | -------------------------------------- | ---- |
| Copa Intercontinental | Club Atlético de Madrid | Avellaneda (Argentina) Madrid (España) | 1974 |